# Théorème de Plancherel
Le théorème de Plancherel permet d'étendre la transformation de Fourier aux fonctions de carré sommable. Il fut démontré par le mathématicien Michel Plancherel.

## Énoncé
Soit {\displaystyle f} une fonction de carré sommable sur {\displaystyle \mathbb {R} } et soit {\displaystyle A>0}. On peut définir la transformée de Fourier de la fonction tronquée à {\displaystyle [-A,A]} :
{\displaystyle {\hat {f}}_{A}(\omega )={\frac {1}{\sqrt {2\pi }}}\int _{-A}^{A}f(x)\,\mathrm {e} ^{-\mathrm {i} \omega x}~\mathrm {d} x.}
Alors lorsque {\displaystyle A} tend vers l'infini, les fonctions {\displaystyle {\hat {f}}_{A}} convergent en moyenne quadratique (c'est-à-dire pour la norme {\displaystyle \|\cdot \|_{2}}) vers une fonction qu'on note {\displaystyle {\hat {f}}} et que l'on appelle transformée de Fourier (ou de Fourier-Plancherel) de {\displaystyle f}.
En outre, la formule d'inversion de Fourier est vérifiée : la fonction {\displaystyle {\hat {f}}} est elle-même de carré sommable et on a (au sens de la norme {\displaystyle \|\cdot \|_{2}}) :
{\displaystyle f(x)=\lim _{A\to +\infty }\left[{\frac {1}{\sqrt {2\pi }}}\,\int _{-A}^{A}{\hat {f}}(w)\,\mathrm {e} ^{\mathrm {i} wx}~\mathrm {d} w\right].}
Ainsi, la transformation de Fourier-Plancherel définit un automorphisme de l'espace L2. De plus, c'est une isométrie de cet espace de Hilbert :
ou, ce qui est équivalent :
Cette définition est compatible avec la définition habituelle de la transformée de Fourier des fonctions intégrables.

## Généralisations
Le théorème de Plancherel se généralise dans le cas où la transformée de Fourier est définie sur de nombreux groupes, on peut citer les groupes abéliens localement compacts (cf. Dualité de Pontryagin), dont l'exemple le plus simple est celui des groupes abéliens finis (cf. Analyse harmonique sur un groupe abélien fini).